# Dompierre-Becquincourt
Dompierre-Becquincourt – miejscowość i gmina we Francji, w regionie Hauts-de-France, w departamencie Somma. Nazwa miejscowości pochodzi od imienia św. Piotra.
Według danych na rok 2011 gminę zamieszkiwało 650 osób, a gęstość zaludnienia wynosiła 59 osób/km² (wśród 2293 gmin Pikardii Dompierre-Becquincourt plasuje się na 424. miejscu pod względem liczby ludności, natomiast pod względem powierzchni na miejscu 379.).